# Реакция Кижнера — Вольфа
Реакция Кижнера — Вольфа (восстановление по Кижнеру — Вольфу) — химическая реакция полного восстановления кетогруппы с помощью гидразина и сильного основания (чаще всего — гидроксидом калия).
Сначала реакция проводилась с помощью нагрева гидразона с этоксидом натрия в автоклаве при ~200 °C. Впоследствии было показано, что и другие основания могут быть использованы с похожей эффективностью. В качестве растворителя обычно используется диэтиленгликоль.

## Механизм реакции
Наиболее вероятный механизм реакции включает отщепление карбаниона на заключительном этапе: